# Scandix russeliana
Scandix russeliana är en flockblommig växtart som beskrevs av August Heinrich Rudolf Grisebach. Scandix russeliana ingår i släktet nålkörvlar, och familjen flockblommiga växter. Inga underarter finns listade i Catalogue of Life.